# 氯氣彈
氯气弹含有氯氣的炮彈，是一种化學武器，有毒性，在施放之後會釋放大量氯氣以毒殺敵人。由德國科學家弗里茨·哈伯（Fritz Haber）所研發，第一次世界大戰期間，在1915年由德國陸軍首次在軍事用途上使用，對比利時境內伊普雷的英法聯軍，使用此武器，造成重大傷亡及戰果。